# Copa Campeonato 1926
La Copa Campeonato 1926, organizzata dalla Asociación Argentina de Football, si concluse con la vittoria del Boca Juniors. Svariati incontri furono annullati, poiché cinque squadre (All Boys, Colegiales, El Porvenir, Nueva Chicago e Sportivo Barracas) lasciarono la AAF.

## Classifica finale
| Pos. | Squadra               | Pt | G  | V  | N | P  | GF | GS | DR  |
| ---- | --------------------- | -- | -- | -- | - | -- | -- | -- | --- |
| 1.   | Boca Juniors          | 32 | 17 | 15 | 2 | 0  | 67 | 4  | +63 |
| 2.   | Argentinos Juniors    | 28 | 17 | 12 | 4 | 1  | 26 | 11 | +15 |
| 3.   | Huracán               | 24 | 17 | 11 | 2 | 4  | 37 | 8  | +29 |
| 4.   | Sportivo Balcarce     | 23 | 17 | 10 | 3 | 4  | 29 | 19 | +10 |
| 4.   | Palermo               | 23 | 17 | 10 | 3 | 4  | 28 | 23 | +5  |
| 6.   | Argentino de Banfield | 20 | 17 | 9  | 2 | 6  | 31 | 26 | +5  |
| 7.   | Chacarita Juniors     | 18 | 17 | 7  | 4 | 6  | 18 | 16 | +2  |
| 7.   | Argentino de Quilmes  | 18 | 17 | 8  | 2 | 7  | 25 | 30 | -5  |
| 9.   | San Fernando          | 17 | 17 | 8  | 1 | 8  | 21 | 24 | -3  |
| 10.  | Boca Alumni           | 15 | 17 | 5  | 5 | 7  | 21 | 18 | +3  |
| 10.  | Sportsman             | 15 | 17 | 5  | 5 | 7  | 17 | 22 | -5  |
| 10.  | Alvear                | 15 | 17 | 5  | 5 | 7  | 13 | 20 | -7  |
| 13.  | Universal             | 14 | 17 | 5  | 4 | 8  | 12 | 36 | -24 |
| 14.  | General San Martín    | 13 | 17 | 5  | 3 | 9  | 15 | 24 | -9  |
| 15.  | Sportivo Dock Sud     | 12 | 17 | 5  | 2 | 10 | 22 | 21 | +1  |
| 16.  | Del Plata             | 9  | 17 | 4  | 1 | 12 | 15 | 43 | -28 |
| 17.  | Progresista           | 8  | 17 | 4  | 0 | 13 | 19 | 20 | -1  |
| 18.  | Porteño               | 2  | 17 | 0  | 2 | 15 | 17 | 68 | -51 |

## Classifica marcatori[1]
| Gol |  |  | Giocatore          | Squadra                               |
| --- |  |  | ------------------ | ------------------------------------- |
| 20  |  |  | Roberto Cherro     | Boca Juniors                          |
| 16  |  |  | Domingo Tarasconi  | Boca Juniors                          |
| 14  |  |  | Salvador Carreras  | Sportivo Balcarce                     |
| 14  |  |  | Carlos Giúdice     | Colegiales (13) Chacarita Juniors (1) |
| 13  |  |  | Guillermo Stábile  | Huracán                               |
| 12  |  |  | Armando Stagnaro   | Palermo                               |
| 11  |  |  | Oscar Mapelli      | Argentinos Juniors                    |
| 11  |  |  | Pascual Licciardi  | Sportivo Barracas                     |
| 10  |  |  | Luis Batz          | Argentino de Quilmes                  |
| 10  |  |  | Renato Cesarini    | Chacarita Juniors                     |
| 10  |  |  | David Odino        | San Fernando                          |
| 10  |  |  | Feliciano Perducca | Temperley (9) Boca Alumni (1)         |